# Front antifeixista femení de Bòsnia
El Front antifeixista femení de Bòsnia i Herzegovina (Антифашистички фронт жена Босне и Херцеговине ; Antifašistički front žena Bosne i Hercegovine), abreviat AFŽ BiH (АФЖ БиХ), va ser una organització popular de la República Socialista de Bòsnia i Hercegovina.
Va ser establert pel Partit Comunista al febrer de 1942, un any abans d'establir la República, amb l'objectiu de mobilitzar les dones de Bòsnia i Hercegovina a la resistència partisana contra l'ocupació nazi de Iugoslàvia. Va ser una de les organitzacions que van sorgir del Front antifeixista femení de Iugoslàvia, el primer congrés del qual es va celebrar al desembre de 1942 a Bosanski Petrovac.

## Antecedents
Abans de la Segona Guerra Mundial, la societat iugoslava va ser aclaparadorament rural, especialment a Bòsnia i Hercegovina, però tot i així, la posició de les dones era molt difícil durant el període d'entreguerres a Bòsnia i Hercegovina. L'antropòleg iugoslau Vera Stein Ehrlich va trobar que la violència domèstica era una pràctica comuna en els pobles ortodoxos, igual que el segrest de la núvia i la violació conjugal.
Bòsnia i Hercegovina també va destacar a Iugoslàvia a causa de la gran part de la població musulmana. El vestit tradicional de les dones musulmanes bosnianes (bosníaques) va impedir que trobessin feina en moltes botigues i fàbriques. Una gran majoria eren analfabetes i moltes presentaven problemes de salut que eren específics d'elles.

## La resistència
El Front antifeixista femení de Bòsnia i Hercegovina es va fundar al febrer de 1942 a l'est de Bòsnia pròpiament dita, on Josip Broz Tito i la resta del lideratge de la resistència iugoslava es trobaven en aquell moment. Van estar presents els delegats de totes les parts alliberades de Bòsnia i Hercegovina, prop de més de 500 dones i, principalment, camperoles sèrbies ortodoxes i musulmanes. 906 dones de Foča van ser reclutades a l'organització poc després de l'arribada de Tito.
La desconfiança interètnica a Bòsnia i Hercegovina va ser inicialment un gran obstacle. Les forces d'ocupació es van dirigir contra la població jueva, romaní i sèrbia, amb la col·laboració de la milícia croata Ústaixa. L'AFŽ va reclutar de manera més eficient entre les sèrbies, i el predomini de les sèrbies ortodoxes feia difícil atraure les croates catòliques o les musulmanes, ja que percebien l'organització com principalment orientada a favor de les sèrbies. Per altra banda, les dones sèrbies van considerar indiscriminadament que les dones d'altres grups ètnics que eren pro-Ústaixa. Es va trigar temps i esforç per atraure un nombre significatiu de dones no-sèrbies a l'organització.
A la primavera de 1942, l'AFŽ va organitzar una xarxa excepcional formada per 2.000 dones que van realitzar demostracions contra la política de l'Ústaixa. Com l'objectiu l'Ústaixa era només la població jueva i ortodoxa, les dones musulmanes podien moure's lliurement, cosa que les feia molt valuoses per al moviment de resistència. El burca va permetre que les dones poguessin portar diversos materials il·lícits, incloses les armes, sense el risc de ser trobades. Es va utilitzar per a aquest propòsit fins i tot per les activistes de l'AFŽ que normalment no el portaven, incloent dones catòliques i ortodoxes. Després de la derrota dels partisans en la Quarta ofensiva enemiga el març de 1942, l'AFŽ va assumir la responsabilitat completa de la resistència a la ciutat herzegoviniana de Mostar.

## Els drets de les dones i el feminisme

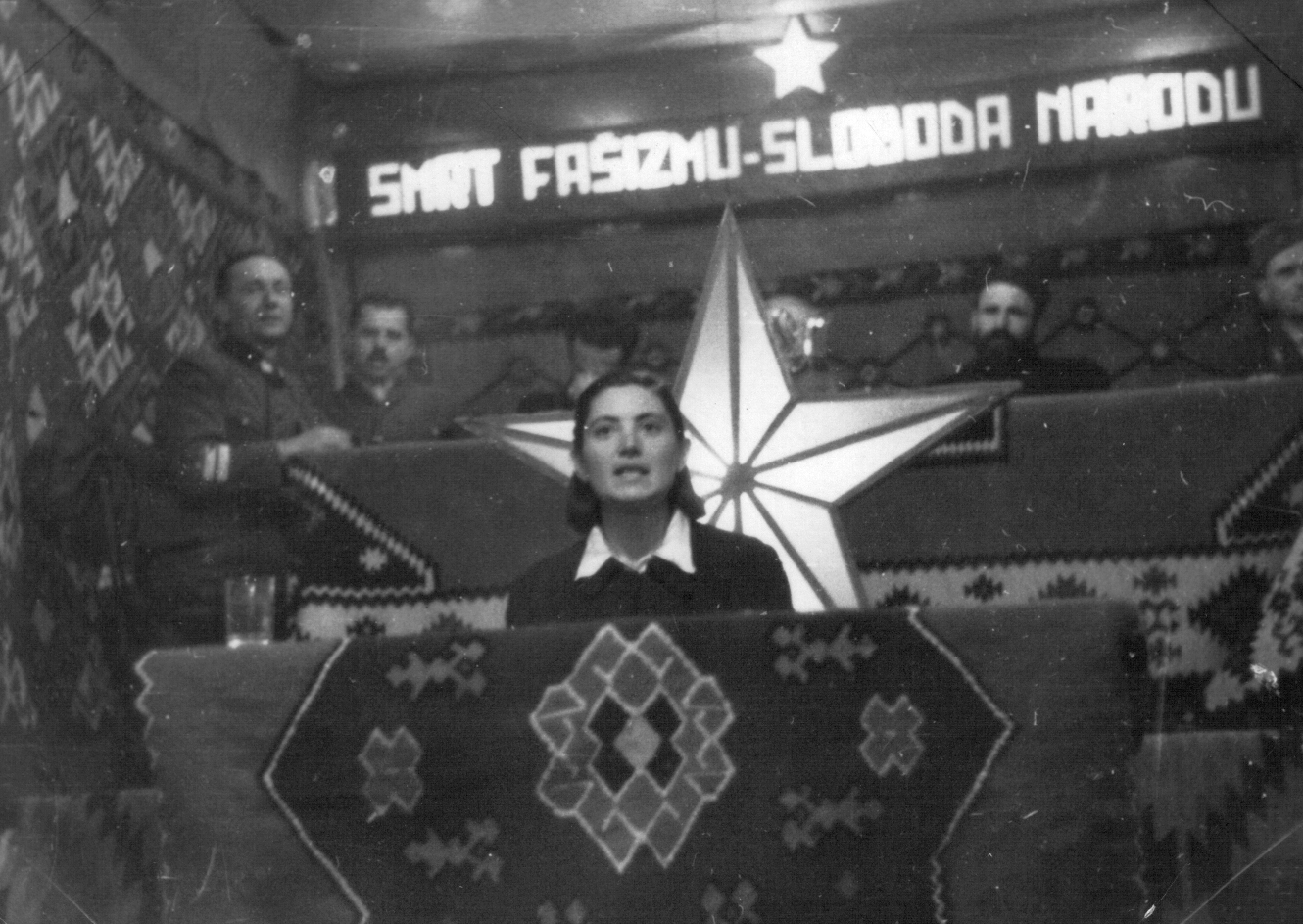
Rada Vranješević, membre de l'AFŽ i Heroïna del Poble de Iugoslàvia, parlant durant la primera sessió del ZAVNOBiH

El lideratge del Partit Comunista, encara que sincer en el seu desig de millorar l'estatus de les dones, preveia que l'AFŽ fos només una organització flexible a través de la qual les dones poguessin participar en el moviment de la resistència.
Les nocions sexistes i patriarcals entre homes i dones dins del Partit Comunista i entre els partisans eren un problema persistent durant l'esforç de resistència. La composició dels òrgans de l'estat de Bòsnia i Hercegovina reflectia la seva preparació o la capacitat per a establir la igualtat de gènere: només quatre delegats del voltant de 170 de la primera sessió del Consell Nacional Antifeixista per a l'Alliberament Nacional de Bòsnia i Hercegovina (ZAVNOBiH) a Mrkonjić Grad eren dones, mentre que la segona sessió van assistir 7 delegades i prop de 100 delegats, i cap dona va ser elegida per a la presidència.
Però aviat l'AFŽ va desenvolupar «una vida pròpia». Algunes seccions van arribar a identificar-se explícitament com a feministes i exclusivament antifeixistes. A la regió de Bosanska Krajina, sovint les activistes van emprendre reunions independentment dels cossos comunistes, van establir les seves pròpies tresoreries, cases de cultura, i fins i tot van formar un «municipi de dones» en un poble prop de Sanski Most.
Al desembre de 1943, el Comitè Central es va queixar que l'AFŽ actuava com un estat dins d'un estat, i va expressar la seva preocupació pels «errors que tendeixen al feminisme». Recordava a les activistes de l'AFŽ que «les dones no són una part separada del Poble», sinó que «constitueixen el Poble».

## Campanyes posteriors a la Segona Guerra Mundial

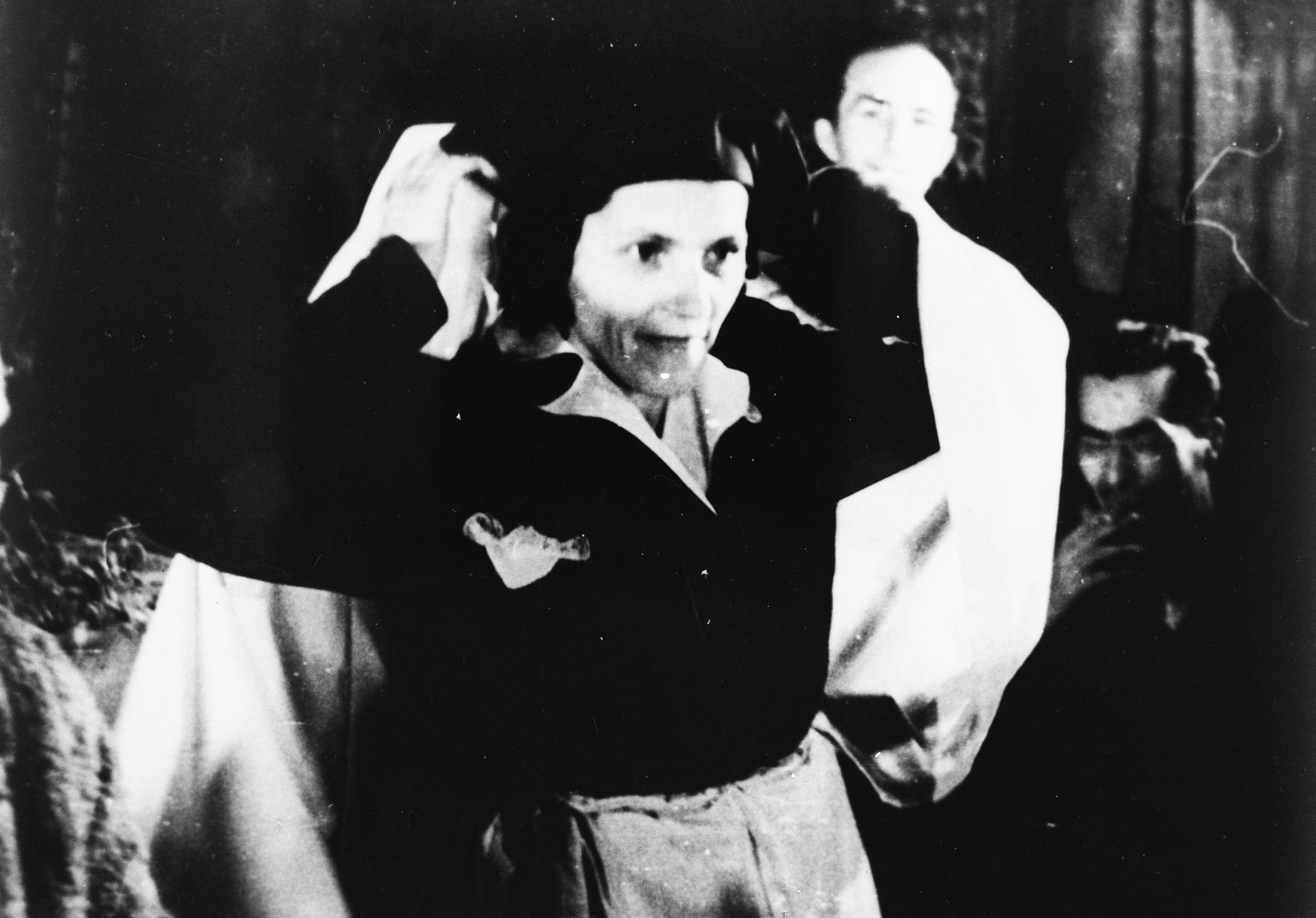
Dona traient-se el nicab durant el Segon Congrés de l'Organització a Sarajevo, 1947

El Front antifeixista femení de Bòsnia i Herzegovina va enfrontar els temes relacionats a les dones musulmanes a finals de la dècada del 1940, organitzant classes d'alfabetització i seminaris de salut. L'organització va llançar una campanya massiva per a animar les dones bosnianes a votar, cosa que va assolir un resultat extraordinari, amb gairebé el 100% de les dones que van votar.
Els esforços comunistes per a promoure la igualtat de gènere sovint es van anar de la mà amb el concepte de fraternitat i unitat dels grups ètnics de Bòsnia i Hercegovina, les relacions de les quals estaven marcades per la desconfiança durant la «guerra fratricida». Això va ser especialment evident quan es tractava de dones musulmanes, que van participar menys a la vida pública de Bòsnia i Hercegovina. Es va informar que el treball entre elles era «molt difícil» a la zona de la muntanya de Grmeč a causa de la seva tendència a «evitar el contacte amb les dones sèrbies [ortodoxes]» i perquè els seus marits les van prohibir unir-se a l'organització.
Durant el seu segon congrés a la capital (la ciutat de Sarajevo), el 1947, el Front antifeixista femení de Bòsnia i Herzegovina va començar a defensar l'abandonament del hijab (feredža) i el nicab (zar), indicant en la seva resolució que això conduiria a una «vida sense desigualtats i sense que una persona fos esclavitzada per una altra, una vida en la qual no hi haurà foscor ni endarreriment». Després que la resolució fos adoptada, una delegada de Travnik, Šemsa Kadić, es va treure el vel. Va ser aplaudida per les seves companyes delegades i li van seguir altres dones musulmanes. Durant els següents tres anys van organitzar conferències i reunions per a animar les dones musulmanes bosnianes a abandonar el vel.
Les membres entusiastes de l'organització van rebre el suport dels homes polítics, així com l'aprovació del Gran muftí Ibrahim Fejić.
El Front antifeixista femení de Bòsnia i Herzegovina, juntament amb el Front antifeixista femení de Iugoslàvia i les seves altres branques, es va dissoldre el setembre de 1953.

## Dones destacades del Front antifeixista femení de Bòsnia
- Marija Bursać (1920-1943), lluitadora partisana de Drvar, va morir lluitant contra els alemanys. Va ser declarada Heroïna del Poble de Iugoslàvia.
- Vahida Maglajlić (1907-1943), activista de drets laborals i de les dones, líder de resistència a Banja Luka, va morir lluitant contra els alemanys. És l'única dona musulmana a declarada Heroïna del Poble de Iugoslàvia.
- Dragica Pravica (1919-1942), estudiant universitària, líder de la resistència a Trebinje, va morir quan va ser disparada per les forces col·laboracionistes de Četnik
- Rada Vranješević (1918-1944), política i activista de Banja Luka, presidenta del Consell de Bosanska Krajina AFŽ, membre del Zavnobih, assassinada després de la incursió a Drvar. Va ser declarada Heroïna del Poble de Iugoslàvia.